# Apocheiridium granochelum
Espèce
Apocheiridium granochelum est une espèce de pseudoscorpions de la famille des Cheiridiidae.

## Distribution
Cette espèce est endémique d'Oregon aux États-Unis. Elle se rencontre dans les comtés de Benton et de Columbia.

## Description
Les mâles mesurent de 0,89 à 1,09 mm et les femelles de 0,94 à 1,22 mm.

## Publication originale
- Benedict, 1978 : False scorpions of the genus Apocheiridium Chamberlin from western North America (Pseudoscorpionida, Cheiridiidae). Journal of Arachnology, vol. 5, p. 231-241 (texte intégral).